# 南禪寺 (京都市)

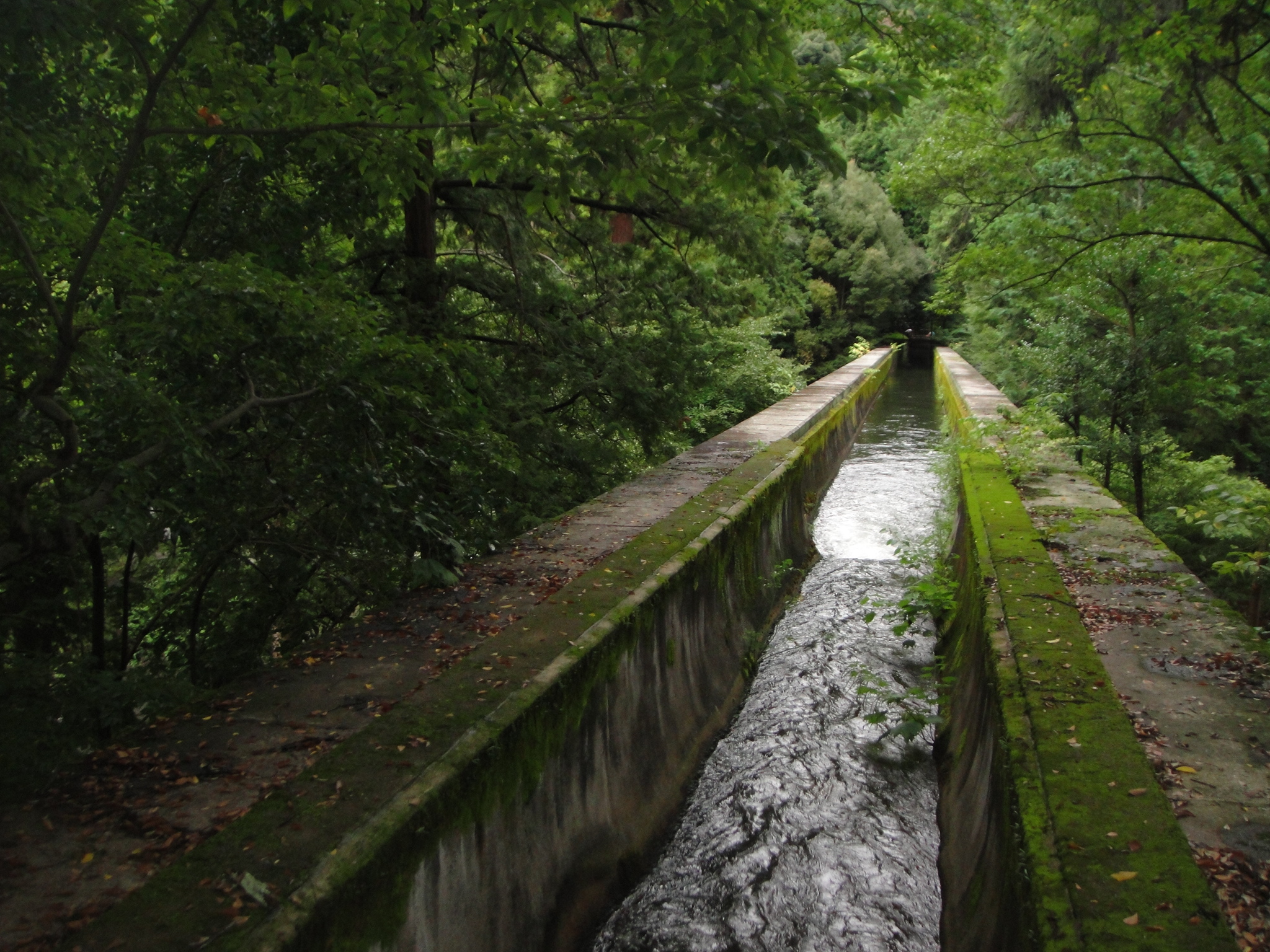
水路閣上的琵琶湖疏水

南禅寺（日语：／ Nanzenji */?），日本京都市左京區一所佛教寺院，为临济宗南禅寺派大本山，山號瑞龍山。本尊為釋迦如來。正应四年（1291年）由龟山天皇创建，首任住持为大明国师无关普门。正式名稱為太平興國南禪禪寺（日语：／）。南禅寺是日本最早的由皇室发愿建造的敕願寺，因此位列京都五山與鎌倉五山之上，为日本禅宗最高寺院。

## 歷史

### 草創期
南禪寺建立以前，該地是龜山天皇於文永元年（1264年）興建的離宮「禪林寺殿」。「禪林寺殿」之名取自南禪寺北方的淨土宗西山禪林寺派總本山禪林寺（永觀堂）。離宮分為「上之御所」（上之宮）與「下之御所」（下之宮）。弘安10年（1287年），龜山上皇於「上之御所」建立持佛堂，命名「南禪院」，為現在南禪寺的起源。之後，持佛堂南禪院成為南禪寺的塔頭南禪院。
正應2年（1289年），40歲的龜山上皇落飾（出家）成為法皇。2年後的正應4年（1291年），法皇將禪林寺殿改為寺，並請當時80歲的無關普門開山，命名為龍安山禪林禪寺。相傳當時，禪林寺殿內夜夜有妖怪出沒，龜山法皇與侍從十分困擾，然而無關普門卻帶著弟子們進入禪林寺殿，靜靜地坐禪，妖怪変化因此消失，因此龜山法皇邀請無關開山。
無關普門出身於信濃國。師事東福寺開山的圓爾，40歲前往北宋留學，修行十年以上之後，於弘長2年（1262年）歸國。70歲以前一直在自己的寺內修行，在圓爾死後的弘安4年（1281年）成為東福寺住持。10年後的正應4年（1291年）南禪寺開山，但不久後去世。南禪寺伽藍的建設實際上由二世住持規庵祖圓（南院國師）指揮，並整備過去的禪林寺殿「下之御所」，永仁7年（1299年）左右完成。正安年間（1299年—1302年），寺名從最初的「龍安山禪林禪寺」改為「太平興國南禪禪寺」。正和2年（1313年），一山一寧受後宇多上皇請託，上洛出任南禪寺3世住持。正中2年（1325年）由夢窗疏石出任住持。
建武元年（1334年），後醍醐天皇將南禪寺列為五山第一，至德3年（1385年），足利義滿將自己建立的相國寺列為五山第一，南禪寺以「別格」列在「五山之上」，之後五山再分為京都五山與鎌倉五山。

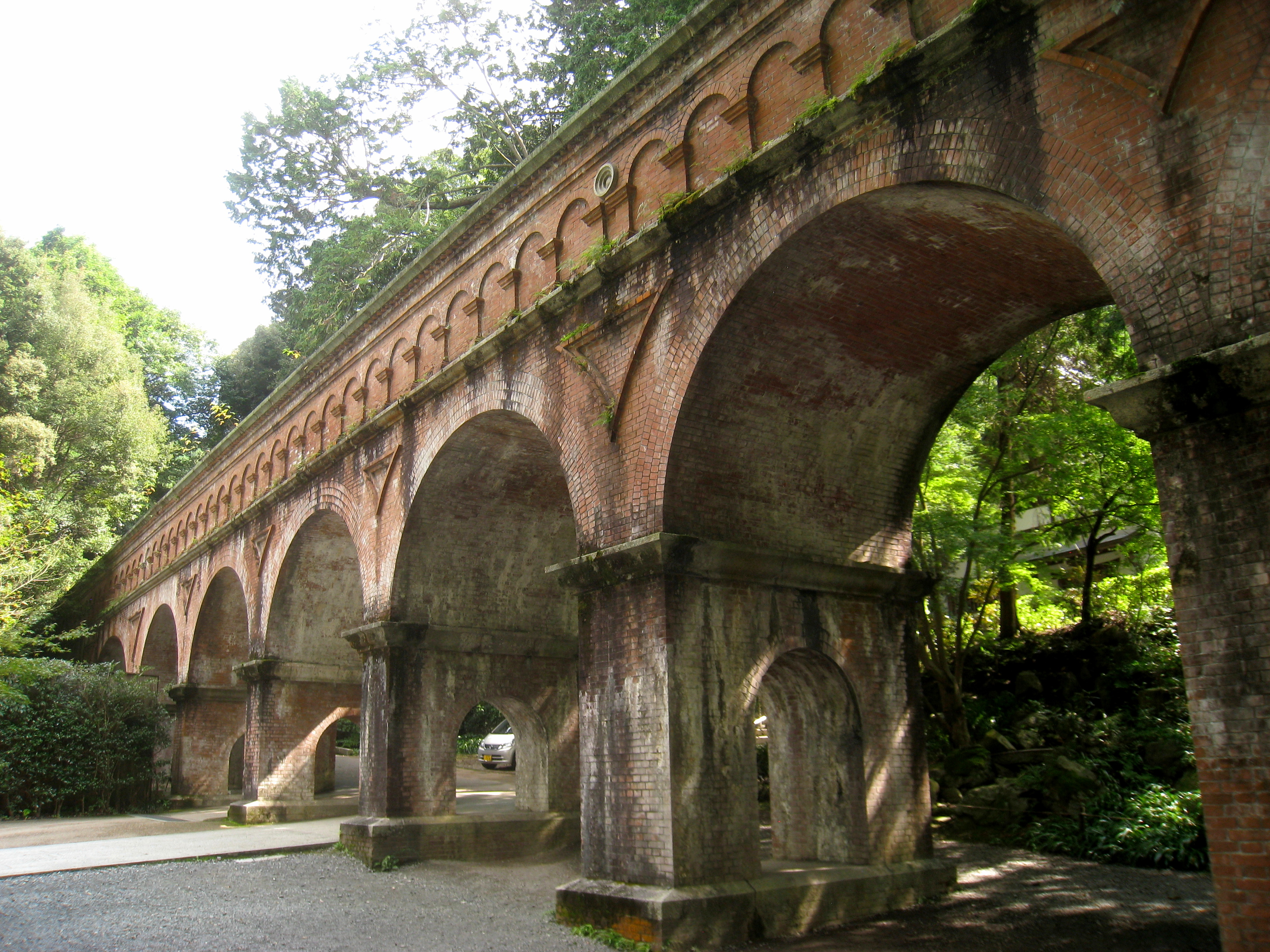
南禪寺境內的琵琶湖疏水水道橋（水路閣）

此時，南禪寺已是擁有60多座塔頭的大寺院，與舊佛教勢力的延曆寺、三井寺的對立逐漸發展成政治問題，更有管領細川賴之出面調停的紀錄。
明德4年（1393年）的火災與文安4年（1447年）的南禪寺大火造成主要伽藍燒毀重建。但應仁元年（1467年）爆發的應仁之亂造成伽藍全毀無法重建。

### 近世以後
江戶時代的慶長10年（1605年），以心崇傳入寺開始著手復興南禪寺。翌年慶長11年（1606年），豐臣秀賴重建法堂。
以心崇傳作為德川家康的親信，參與了外交與寺社政策，有「黑衣宰相」之稱。居住在塔頭金地院的崇傳從江戶幕府取得「僧錄」地位，掌管日本全國的臨濟宗寺院。以後，金地院住持被稱作金地僧錄，擁有極大的權勢。慶長16年（1611年），豐臣秀吉於天正年間（1573年—1593年）所建的女院御所對面御殿下賜於此，為大方丈。
1875年（明治8年）。寺境內成立日本第一間公立精神科醫院「京都府療病院附屬癲狂院」（現川越醫院）。　
1888年（明治21年）建設、通過本寺境內的琵琶湖疏水水路閣是由田邊朔郎設計，現在已成為京都風景的一部分。最初是規劃在塔頭南禪院南側挖掘隧道，通過南禪院的龜山法皇廟所，遭到南禪寺反對，因而改成現今的構造。明治維新後，寺地被政府徵用，許多塔頭因而廢除，之後改建為宅地，小川治兵衛利用疏水打造了許多著名庭園，成為現今寶貴的景觀。1895年（明治28年）法堂燒毀，1909年（明治42年）重建。2005年（平成17年），南禪寺境內指定為國家史跡。

## 境內

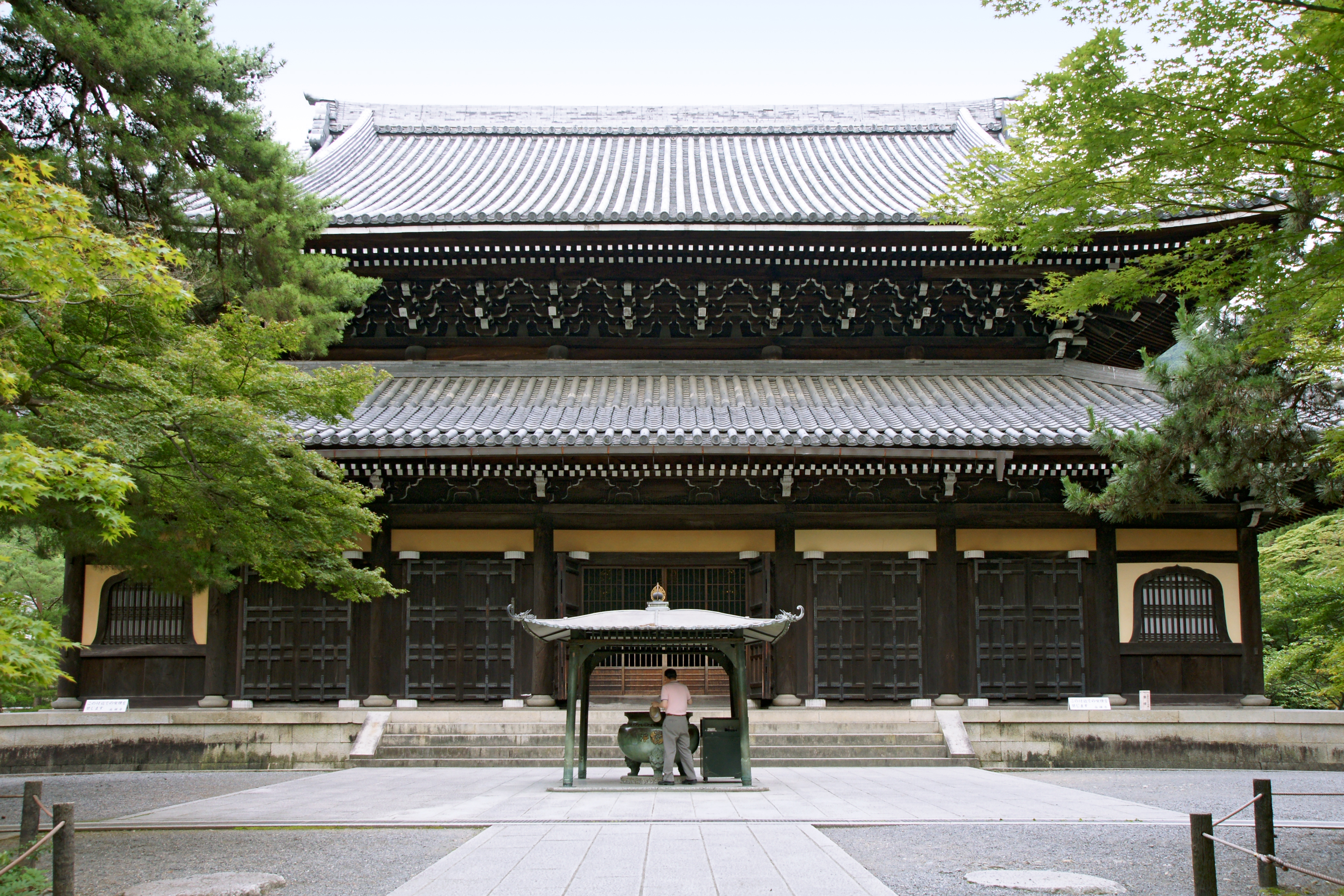
法堂

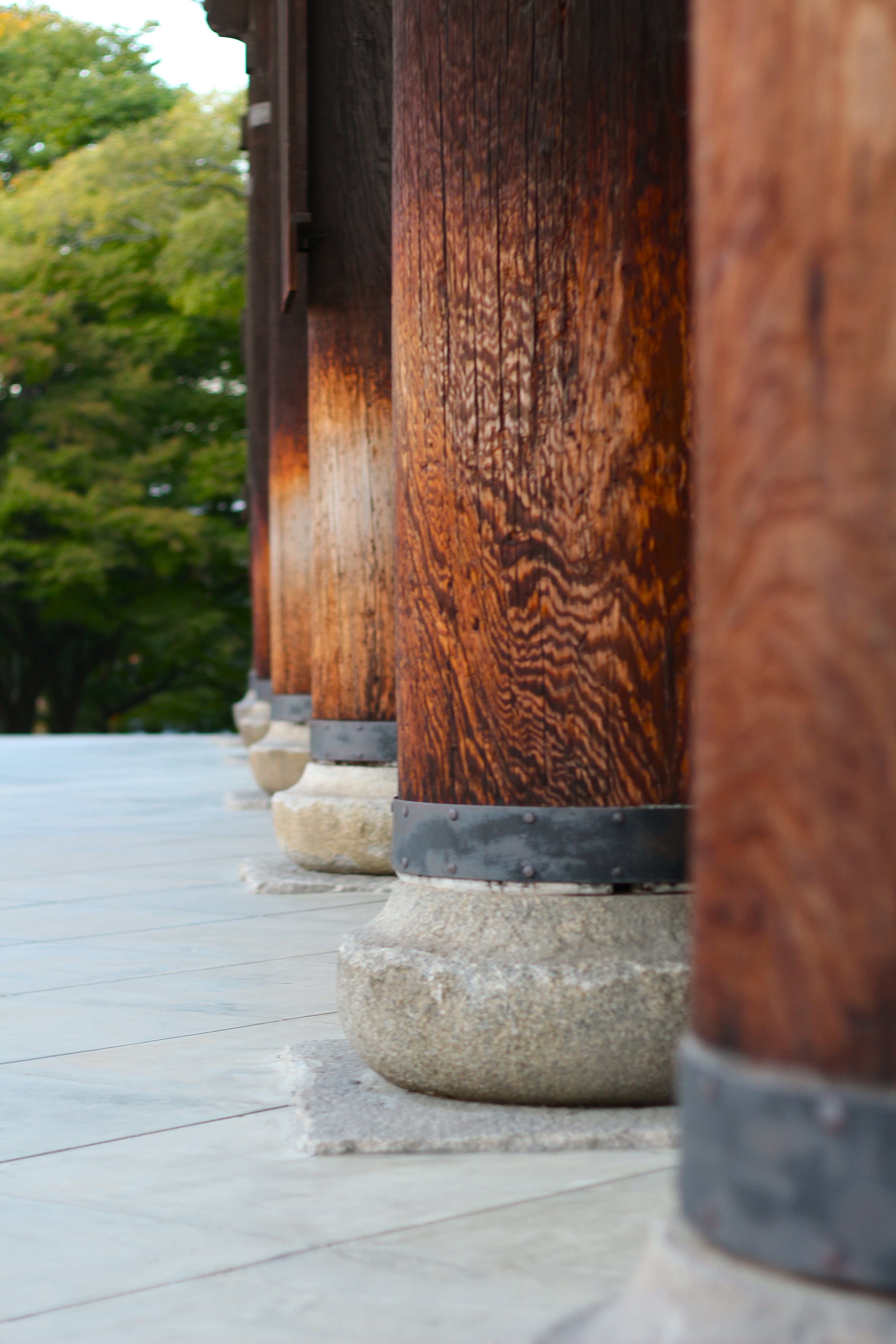
三門之柱

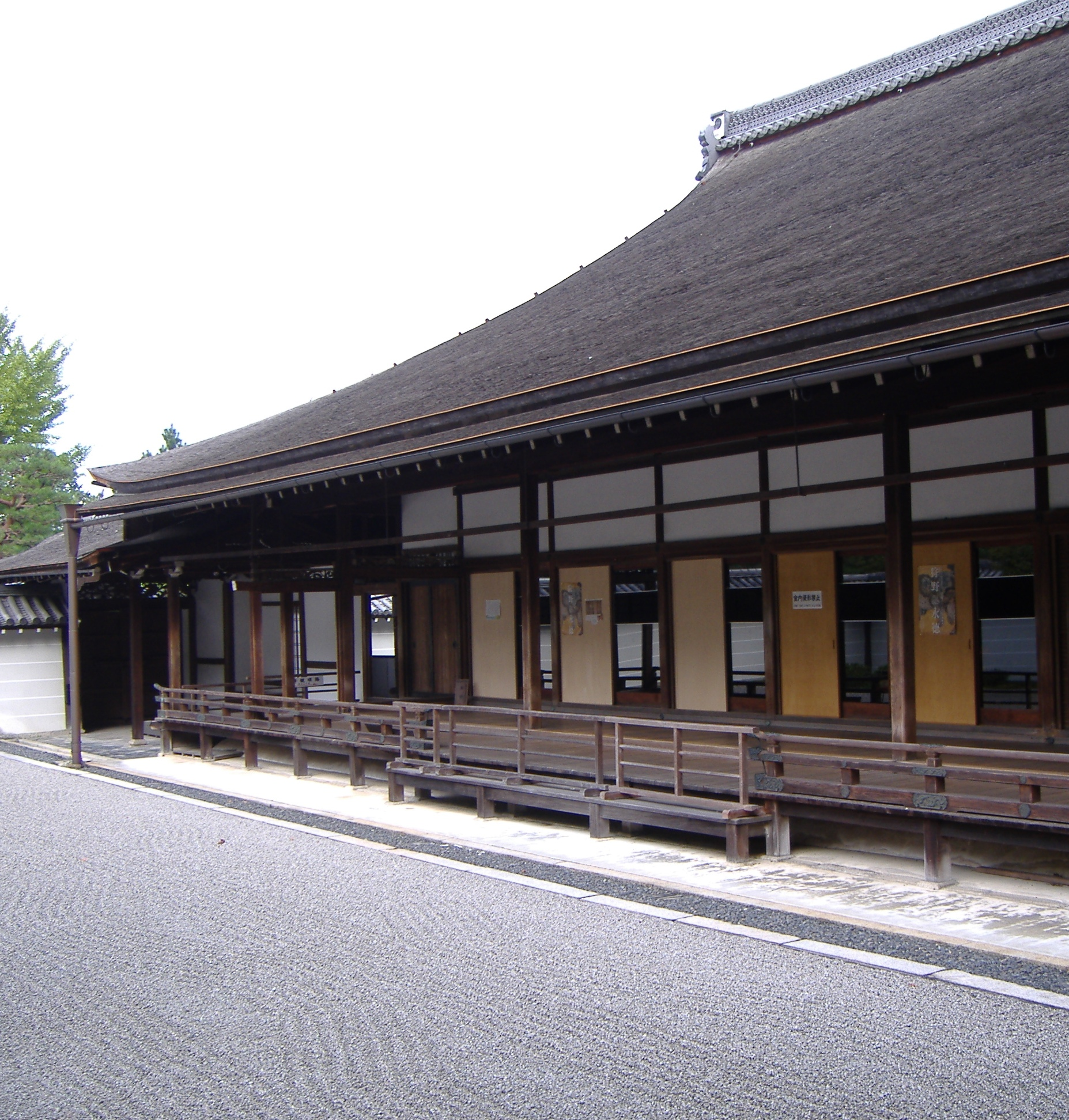
方丈（國寶）

- 法堂：慶長11年（1606年）由豐臣秀賴重建[5]，1895年（明治28年）因炬燵火災燒毀。現在的建物是1909年（明治42年）所重建[6]。法堂內祭祀釋迦如來，天花板有今尾景年（日语：今尾景年）所繪的幡龍。
- 方丈（國寶）[7]：分為大方丈與小方丈。大方丈是慶長16年（1611年）御所改建時，豐臣秀吉於天正年間（1573年—1593年）所建的舊御所建物下賜而來。許多史料記載「舊御所清涼殿移築而來」，但實際上是女院御所的對面御殿。連接的小方丈原是寛永年間（1624年—1645年）興建的伏見城小書院。

大方丈內部隔成六間，南側西起為花鳥之間（西之間）、御昼之間、麝香之間、北側西起為鶴之間、佛間（內陣）、鳴瀧之間。建物東端有寬一間半的狹長房間，為柳之間。佛間外的各房間皆有桃山時代狩野派的壁畫，共計124面，為重要文化財。由於舊御所移建時大幅變更內部配置，導致壁畫有不連續的情形。欄間的雕刻是由左甚五郎所作。小方丈壁畫傳聞是狩野探幽所作，但從風格上推測因是出自多名畫家。
- 方丈前庭「虎負子渡之庭」（國家名勝）：方丈前的枯山水庭園由小堀遠州所作[8]。
- 小方丈庭園「如心庭」：1966年（昭和41年）由當時管長柴山全慶（日语：柴山全慶）老師所作的庭園。
- 庭園「蓬萊神仙庭」
- 庭園「六道庭」
- 庭園「鳴瀧庭」
- 庭園「還源庭」
- 庭園「華嚴庭」
- 土藏
- 茶室「不識庵」：1954年（昭和29年）茶道宗徧流（日语：宗徧流）8世山田宗有（日语：山田宗有）宗匠捐贈。
- 庭園「龍吟庭」
- 茶室「窮心亭（きゅうしんてい）」：1968年（昭和43年）由宗徧流一門捐贈。
- 龍淵閣：舉行坐禪會等活動。
- 本坊
  - 庫裏
  - 大玄關
  - 書院
- 瑞寶殿：收藏庫。
- 琵琶湖疏水「水路閣」：建於1888年（明治21年）。紅磚拱橋。著名拍攝景點。
- 鐘樓：塔頭南禪院（日语：南禅院）與琵琶湖疏水旁的高台。
- 三門（重要文化財）：歌舞伎『樓門五三桐（日语：楼門五三桐）』（さんもんごさんのきり）第二幕石川五右衛門名句「絕景啊！絕景啊！」指的便是「南禪寺山門」。不過現在的三門是五右衛門去世30年以後的寛永5年（1628年），由津藩主藤堂高虎為了大坂夏之陣戰死的一門武士祈福所捐獻。別名「天下龍門」。創建當時的三門是永仁3年（1295年）由西園寺實兼（日语：西園寺実兼）所捐獻，應安年間（1368年—1375年）改建。文安4年（1447年）南禪寺大火燒毀。三門為五間三戶（正面柱間長5間，中央3間為出入口）的二重門（2層樓）。上層「五鳳樓」有釋迦如來與十六羅漢像，以及捐獻者藤堂家歷代位牌、大坂之陣戰死者位牌等。天花板的天人與鳳凰圖由狩野探幽所作。與知恩院三門、東本願寺御影堂門合稱京都三大門。
- 石燈籠：寛永5年（1628年）由佐久間勝之奉納。由於只有一座，俗稱「佐久間玄藩的片燈籠」，高6公尺，為東洋最大的燈籠。
- 勅使門（重要文化財）：寛永18年（1641年）明正天皇下賜的御所「日之御門」。
- 中門：慶長6年（1601年），細川家家老松井康之（日语：松井康之）捐獻伏見城內松井邸的門作為勅使門，拜領日之御門後移至現地。幕末以前稱作脇門。
- 拳龍池
- 南禪會館：宿坊。
- 綾戶神社

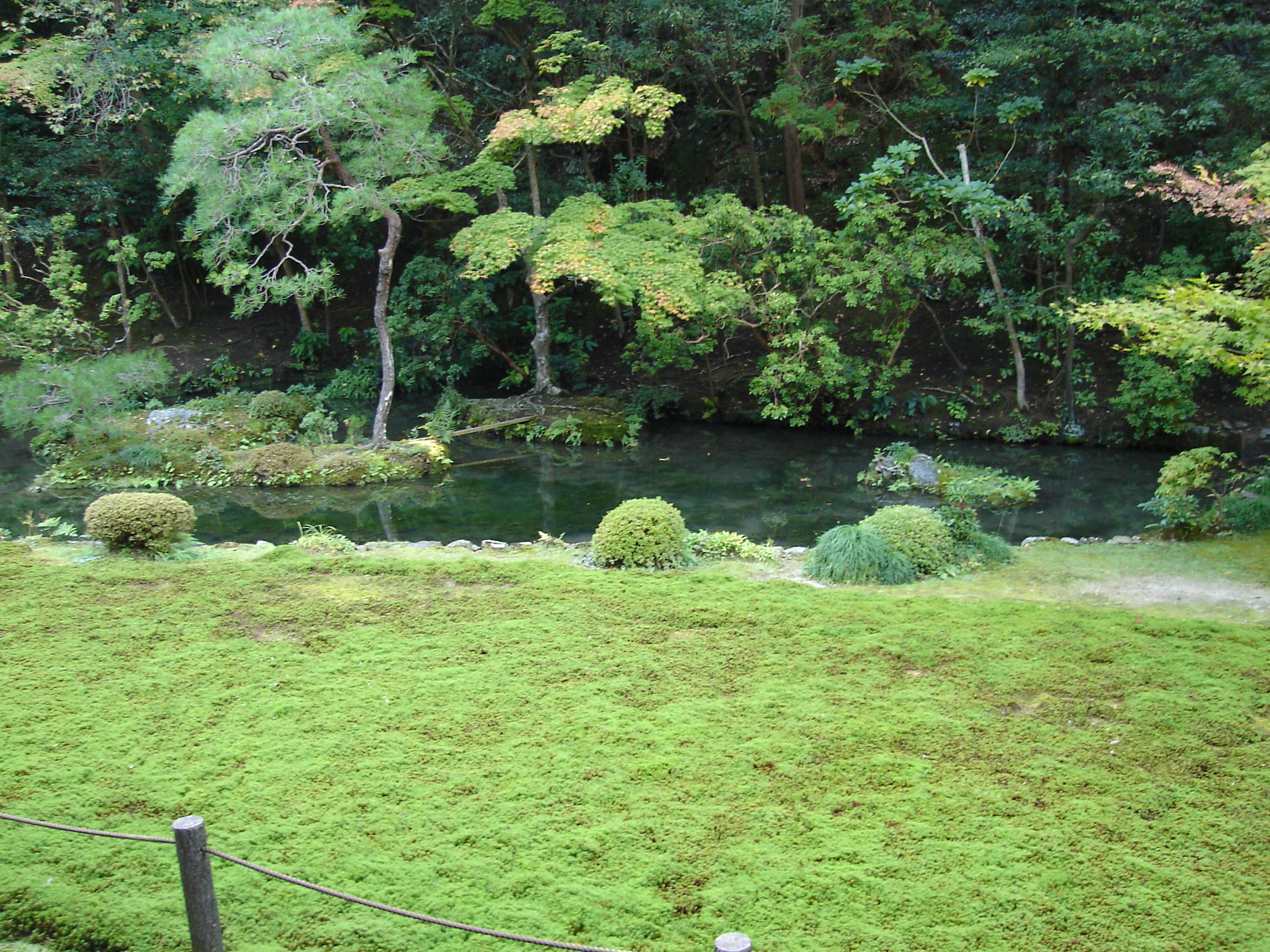
南禪院方丈庭園
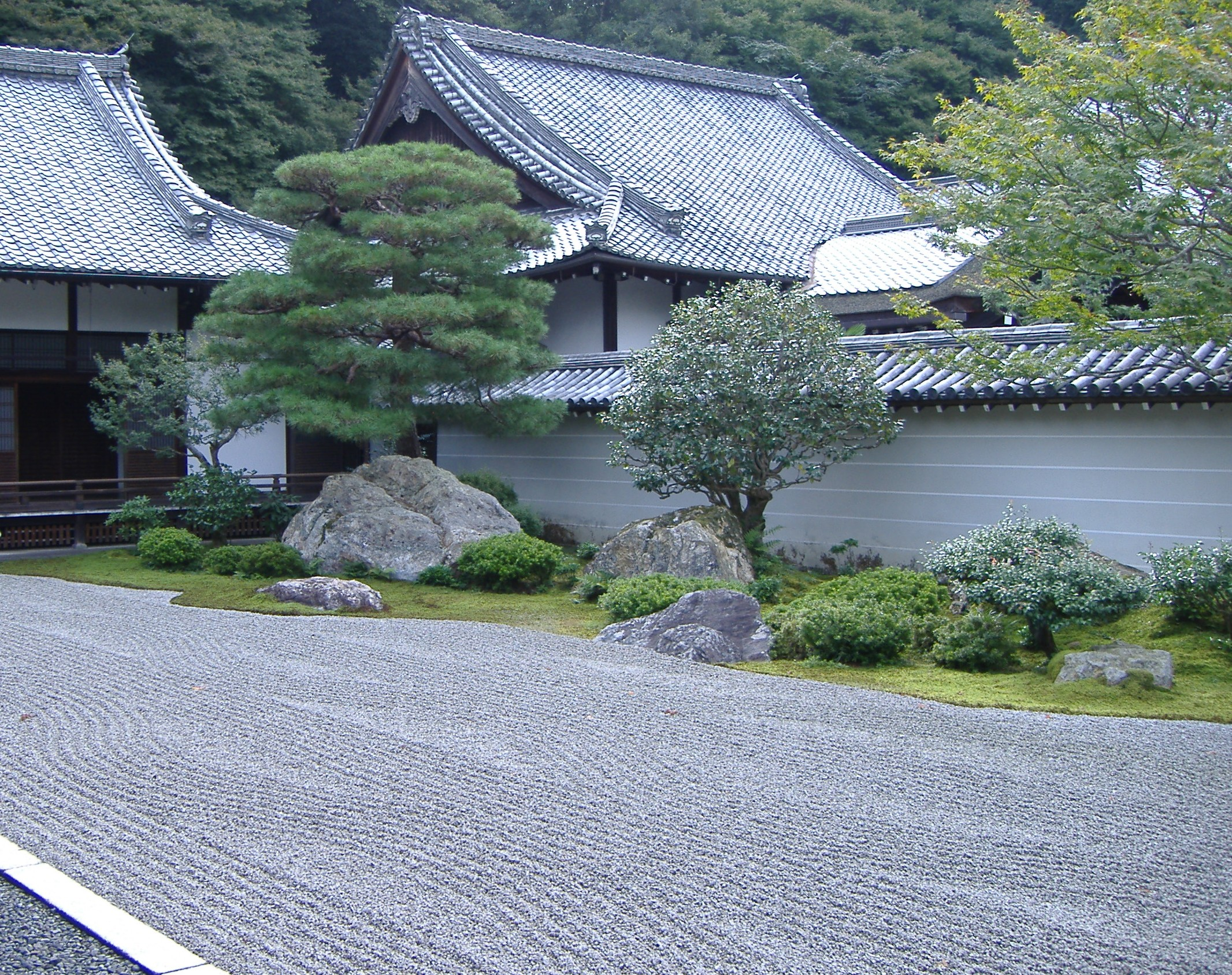
方丈庭園「虎負子渡之庭」
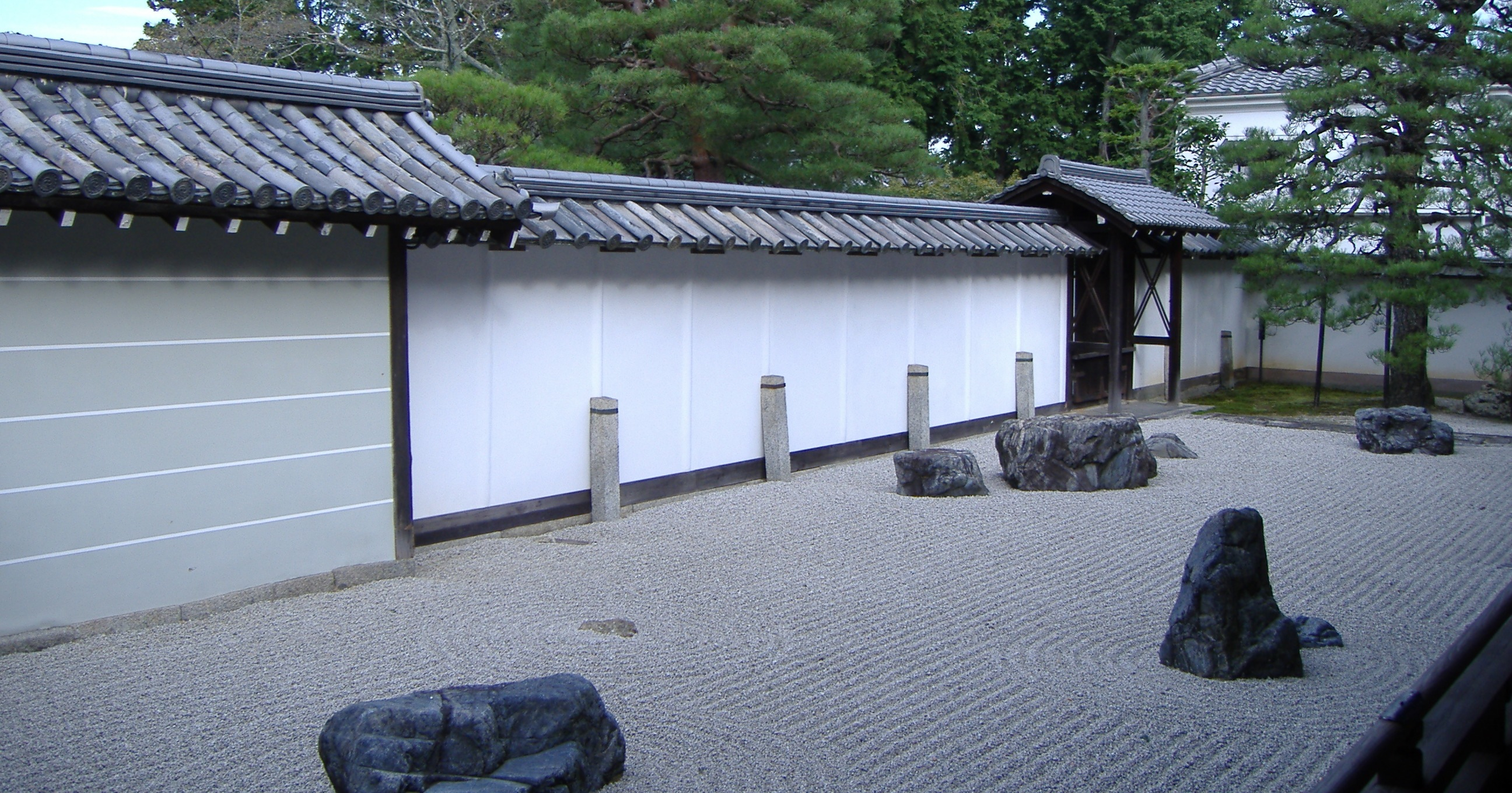
方丈庭園「如心庭」

## 塔頭

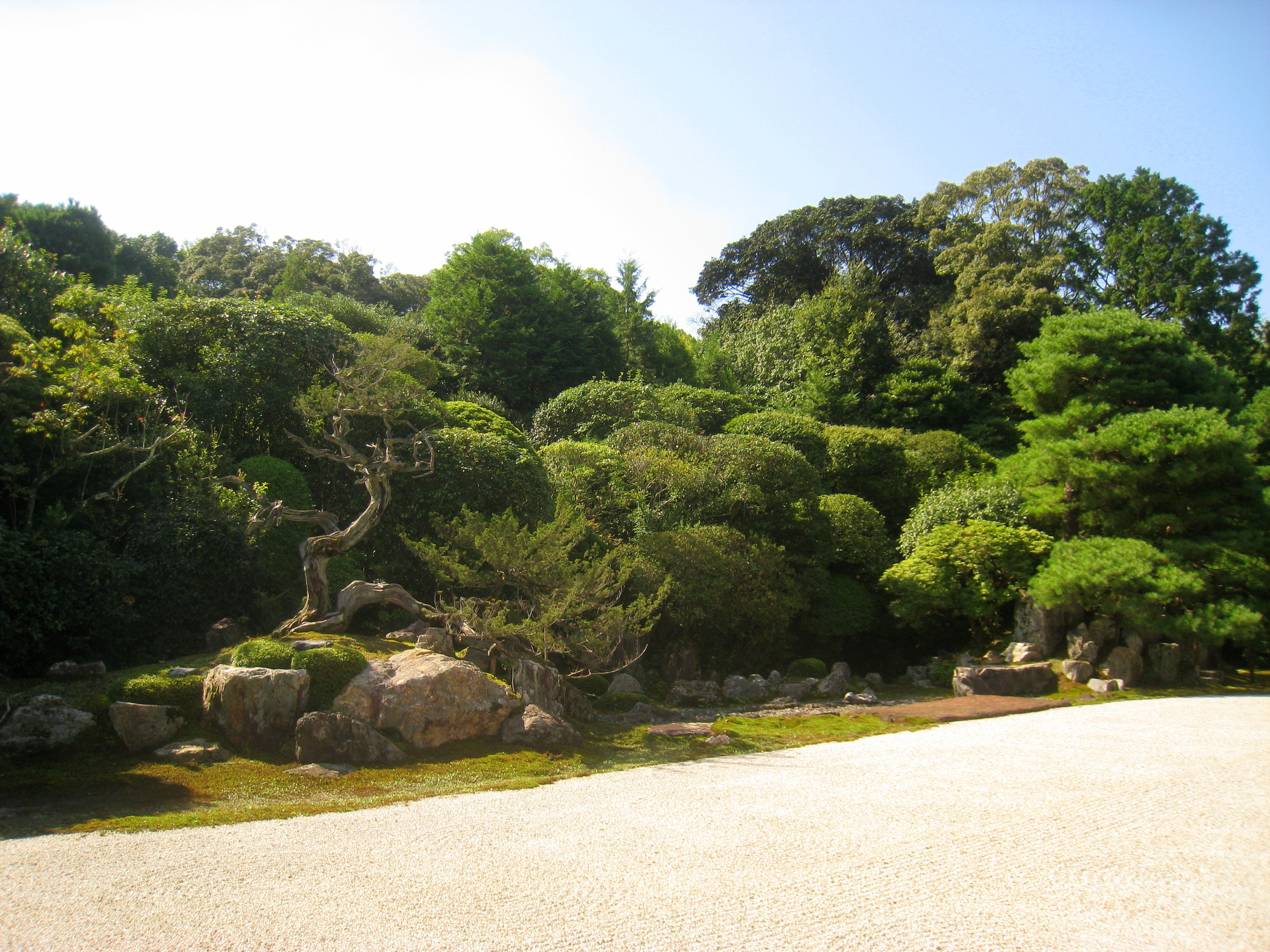
金地院「鶴龜之庭」（特別名勝）

- 金地院：南禪寺塔頭之一，位於勅使門前方右側。應永年間（1394年—1428年）由大業和尚於洛北鷹峯 (京都市)（現京都市北區）創建，一色氏出身的以心崇傳在慶長10年（1605年）左右於現址復興。方丈為慶長16年（1611年）移建的伏見城遺構。指定為特別名勝的庭園「鶴龜之庭」是由小堀遠州所作。作為塀重門的明智門以明智光秀命名，在明治時代從大德寺方丈移建自此。原來的唐門是是崇傳獲幕府下賜的舊二條城唐門（更早是在伏見城），豐國神社重建時移建該地。收藏有國寶『溪陰小築圖』『秋景冬景山水圖』。

- 南禪院（日语：南禅院）：龜山上皇離宮時代「上之御所」所建的塔頭，是南禪寺起源之地。方丈庭園為池泉廻遊式庭園，建於鎌倉時代，是京都最古老的庭園。與天龍寺庭園、西芳寺庭園同列京都三名勝史跡庭園。內有一山一寧之墓。現在是南禪寺的直轄寺院。
- 最勝院（高德庵）
- 正因庵
- 天授庵（日语：天授庵）：延元4年（1339年），南禪寺15世虎關師煉作為開山的無關普門塔所所開的塔頭。慶長7年（1602年）由細川幽齋再興。
- 真乘院：永享8年（1436年），山名宗全作為香林宗簡的塔所所開的塔頭。內有山名宗全之墓。
- 南陽院：豐田毒湛所住的塔頭。1908年（明治41年）從京都西賀茂正傳寺（日语：正伝寺）塔頭南陽院移建，1909年（明治42年）重建完成。豐田毒湛曾推動南禪寺法堂重建等工作，1917年（大正6年)）去世，享壽78歲。
- 大寧軒：可追溯至大寧院的塔頭，由藪内流（日语：薮內家）重建。
- 歸雲院：南禪寺最早期的塔頭。開祖為規庵祖圓（日语：規庵祖円）（南院國師）。內有南院國師之墓。
- 薝蔔林寺（南禪僧坊）：南禪寺的專門道場。享保16年（1731年）開設僧堂。現在的禪堂是大道惠雲禪師推動下，於寛政8年（1796年）所建。8月以外的每月第二個禮拜日舉行座禪會。
- 正的院：元翁本元的塔頭，元翁是元應元年（1319年）的南禪寺11世住持，正慶元年（1332年）去世後，其弟子所建。住職的松崎大嶺是玉川遠州流（日语：玉川遠州流）9代家元。玉川遠州流是繼承閑院宮家與有栖川宮家宮家茶道的宮家茶道流派。
- 聽松院：昔名聽松庵，內有清拙正澄（日语：清拙正澄）（南禪寺14世）墓所。祭祀摩利支尊天。室町時代末期的享祿2年（1529年），細川滿元（日语：細川満元）重建改為現名。但是與細川滿元的在世時期不符。
- 慈氏院（達磨堂）：義堂周信塔頭。嘉慶元年（1387年）創建。有石像達摩立像。內有寒松軒柴山全慶之墓。
- 牧護庵（法皇寺）
- 境外塔頭
  - 光雲寺：左京區南禪寺北之坊町。

### 過去存在的塔頭
- 楞伽院：竺仙梵僊塔頭。

## 文化財

### 國寶
- 方丈
- 龜山天皇宸翰（日语：宸翰）禪林寺御祈願文案（永仁七年三月五日）（附 南禪寺領諸國所所紛失御判物帖）

### 重要文化財
- 三門
- 勅使門
- 絹本著色釋迦十六善神像

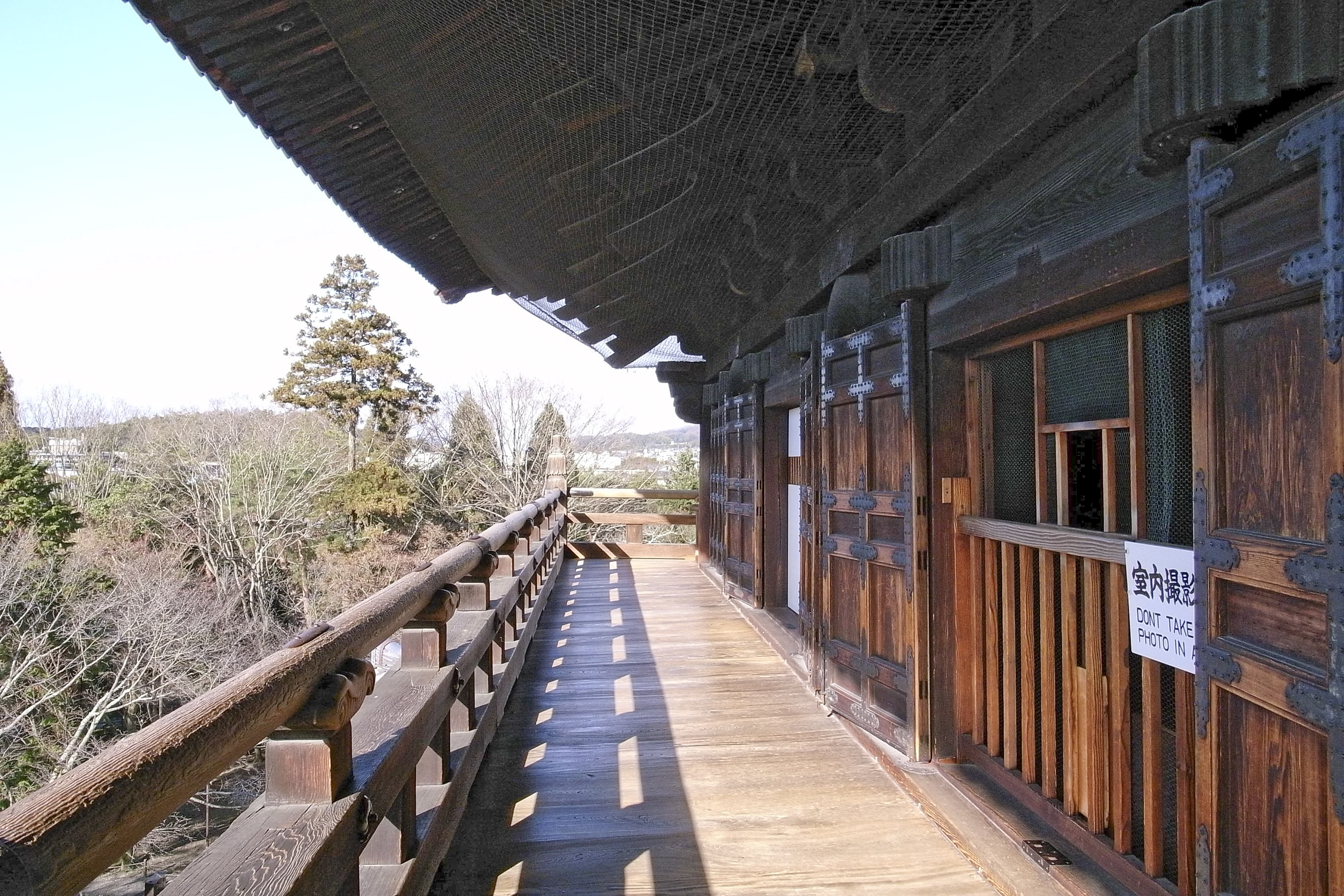
三門

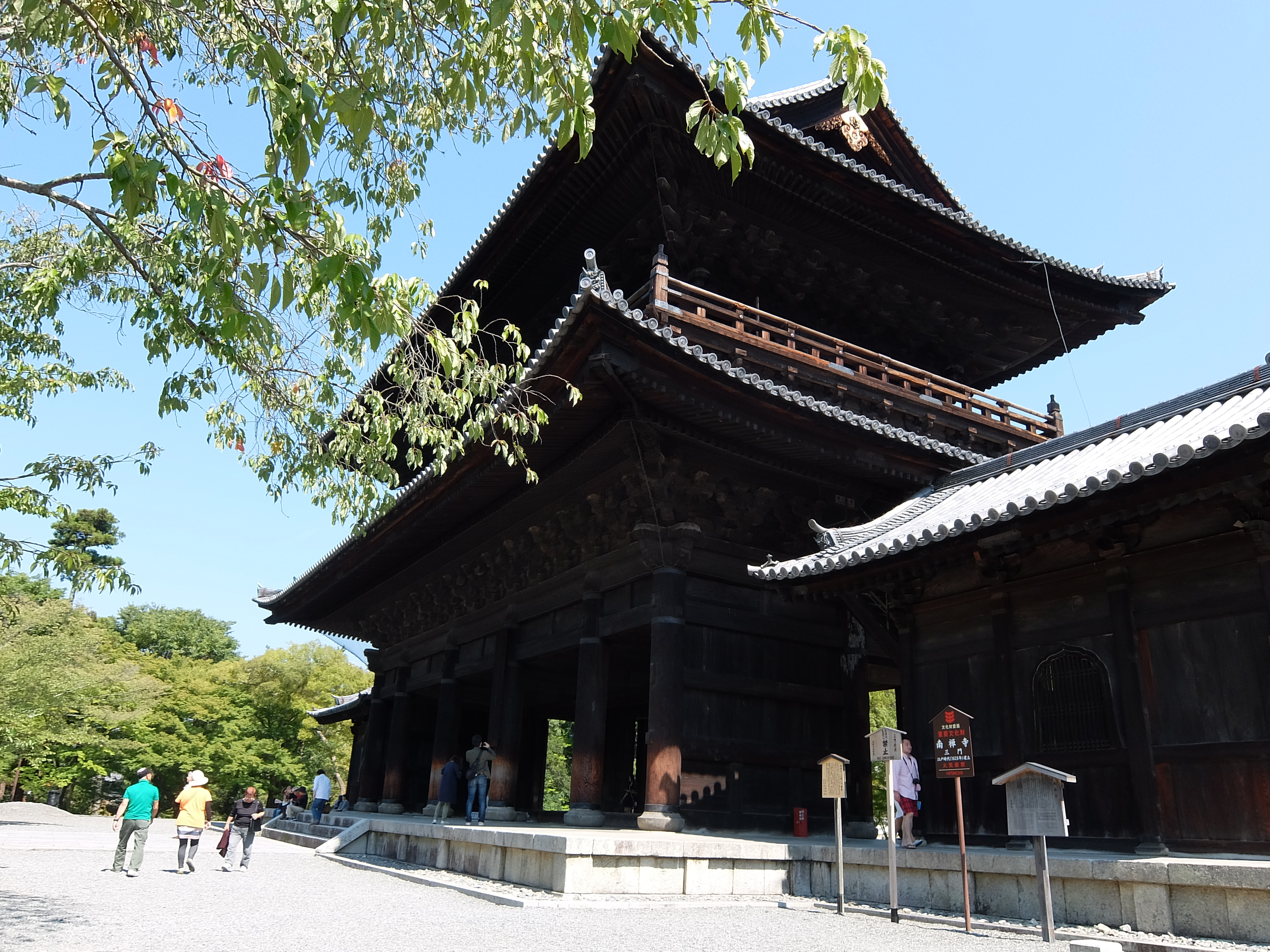
從外所見的三門

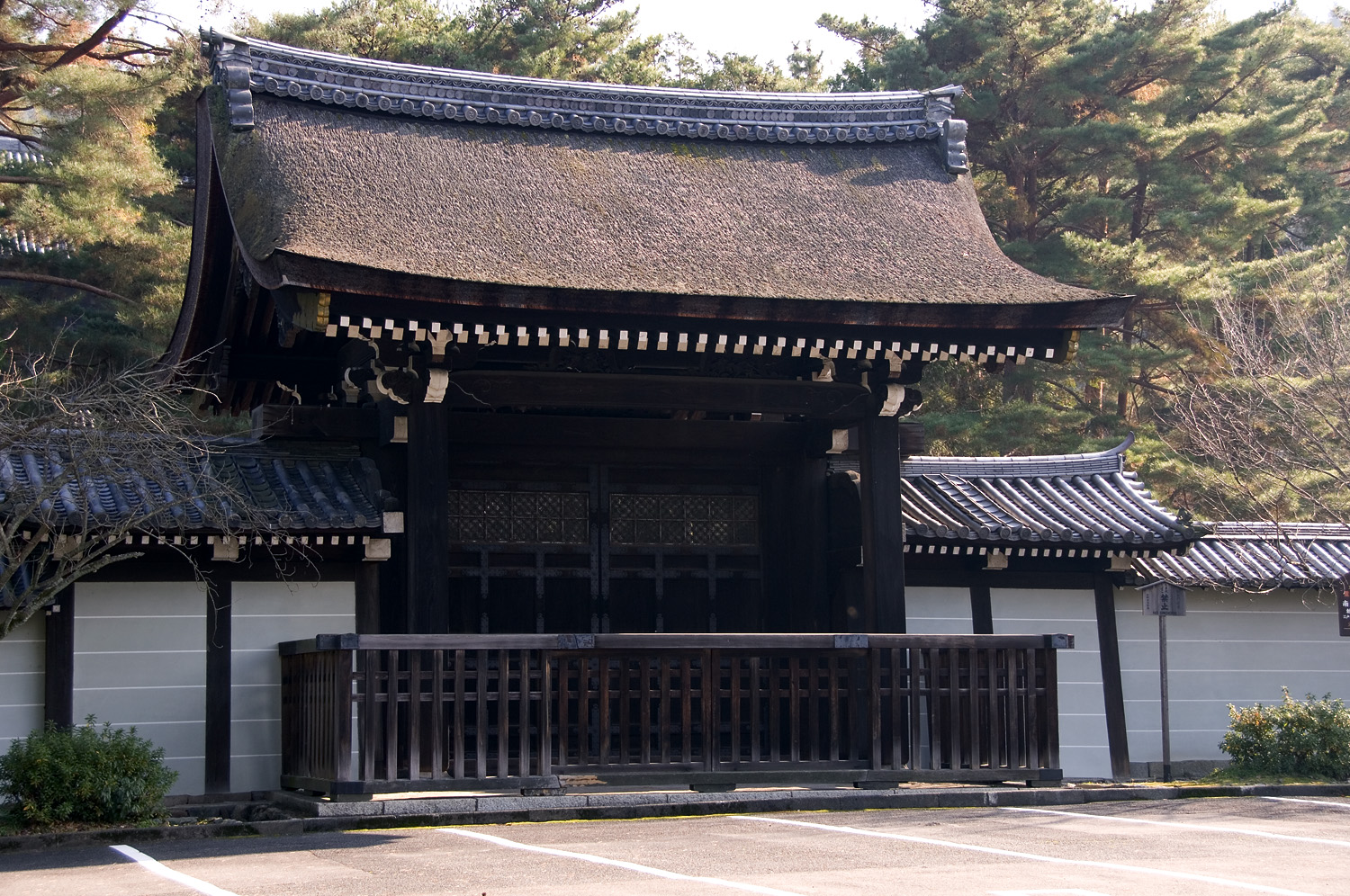
勅使門

- 絹本著色大明國師像（無關普門像） 1501年（文龜元年）後柏原天皇宸翰（日语：宸翰）。
- 絹本著色大明國師像 平田慈均賛
- 南院国師像（規庵祖圓像）2幅（絹本著色 一、紙本著色 一）
- 絹本著色佛涅槃圖
- 絹本墨畫聖僧文殊像　南禪比丘正澄之贊
- 紙本墨畫達磨像　祥啓筆
- 絹本墨畫江山漁舟圖　蔣三松筆
- 絹本淡彩薬山李翺問答圖
- 大方丈障壁畫
  - 紙本金地著色廿四孝圖14面、琴棋及群仙圖17面
  - 紙本金地著色瀑布圖8面、宮嬪圖8面、櫻花溪流圖6面、梅竹禽鳥圖4面、附 紙本金地著色果実圖4面
  - 紙本著色瀑布垂柳白鵞圖8面、牡丹麝香猫圖5面、松鷹白鷺圖10面、松紫陽花圖4面、枇杷雉子圖4面、菊萩圖6面
  - 紙本著色群鶴圖10面、桃花小禽圖4面、白梅禽鳥圖4面、水邊鴨雁圖4面、檜鴛鴦圖2面、桐花小禽圖2面
- 紙本著色群虎圖（小方丈障壁畫）傳狩野探幽筆　虎之間襖及貼付40枚（襖31、貼付3、腰障子6）
- 木造聖觀音立像
- 鎌倉雕牡丹模様香盒
- 南禪寺一切經5822帖
- 清涼殿拝領由緒書6幅
- 南禪寺佛殿指圖

### 國家史跡
- 境內

### 國家名勝
- 方丈庭園

## 主要祭事
- 本光忌　2月2日　中興開山以心崇傳（本光國師）忌日法會。正確日期為1月20日
- 南院忌　4月2日　創建開山、第二祖規菴祖圓（南院國師）忌日法會。
- 龜山法皇御忌　9月12日　龜山法皇的忌日法會。正確日期為9月15日
- 開山忌　11月12日　開山無關普門（大明國師）的忌日法會。正確日期為12月12日

## 湯豆腐
湯豆腐是起源於南禪寺周邊參道的精進料理。
山形縣酒田市、鶴岡市的名產「南禪寺豆腐」傳聞是江戶時代北前船從京都帶回。

## 交通
- 蹴上站（京都市營地下鐵東西線）下車。1號出口步行5分。
- 京都市營巴士5系統「南禪寺·永觀堂道」巴士站下車步行8分。急行100系統「宮之前町」下車步行10分。
- 京都市營巴士「京都岡崎·都心循環巴士（京都岡崎Loop）」（2015年9月19日起運行）「南禪寺·疏水紀念館·動物園東門前巴士站」下車步行6分。

## 資料來源
1. ↑  az旅遊生活雜誌/2010/10/19,"京都追楓／南禪寺與永觀堂 雅緻紅葉名寺/賞楓紅最浪漫"[永久],聯合報,2012/09/14.
2. ↑  現代精神衛生学ノート　村田忠良　サンパウロ　61頁
3. ↑  .   [2023-07-09]. （原始内容存档于2022-05-16）.
4. ↑  五十畑弘. . 秀和システム. 2017: 153. ISBN 978-4-7980-5223-6.
5. ↑  . flattravel.blog.fc2.com.   [2025-01-09]. （原始内容存档于2023-07-09）.
6. ↑  .   [2023-07-09]. （原始内容存档于2023-07-09）.
7. ↑  . 南禅寺.   [2018-05-09]. （原始内容存档于2020-02-19）.
8. ↑  . 南禅寺.   [2018-05-02]. （原始内容存档于2020-02-23）.
9. ↑  2000年（平成12年）以前的指定物件來自. 〈別巻〉所有者別総合目録・名称総索引・統計資料. 每日新聞社. 2000-07.

## 關連項目
- 東山 (京都府)
- 禪林寺 (京都市)
- 哲學之道
- 南禅寺界隈別荘
- 山門五三桐